# ای‌زد سگ بزرگ
ای زد سگ بزرگ (به انگلیسی: EZ Canis Majoris) یک ولف رایت در صورت فلکی سگ بزرگ است.